# Wilhelm August Rieder
Wilhelm August Rieder (30. oktober 1796 i Oberdöbling – 8. september 1880 i Wien) var en østrigsk maler, tegner og litograf. Han er mest kendt for sine portrætter af komponisten Franz Schubert.

## Værker
- Akvarel af Franz Schubert (maj 1823). Signeret af Rieder og Schubert i bunden.
- Portræt af Franz Schubert (1875). Oliemaleri efter den originale akvareltegning.
- Barn med korslagte arme (1846 eller senere).
- Tilbedelsen af Jesusbarnet.

- Wikimedia Commons har flere filer relateret til Wilhelm August Rieder